# Закон про STEM-освіту 2014 року
Закон про STEM-освіту 2014 року ( H.R. 5031 ) – це законопроект, який додасть інформатику до визначення STEM-галузей, що використовуються федеральним урядом Сполучених Штатів для надання грантів та фінансування освітніх програм.   Закон також розширює доступ до певних освітніх програм для вчителів, які здобувають ступінь магістра, а не лише для тих, хто вже його має. 
Закон було внесено та прийнято Палатою представників Сполучених Штатів під час 113-го скликання Конгресу Сполучених Штатів .

## Передісторія
«STEM» – це абревіатура, що відноситься академічних дисциплін науки, технологій, інженерії та математики .  Цей термін зазвичай використовується в США, коли йдеться про освітню політику та вибір навчальних програм у школах від початкової школи до коледжу з метою підвищення конкурентоспроможності в технологічній сфері. «STEM»-освіта впливає на розвиток робочої сили, національну безпеку та імміграційну політику.  У Сполучених Штатах цю абревіатуру активно почали використовувати у дискусіях про освіту та імміграцію як частина зусиль зі збільшення кількості кваліфікованих фахівців для високотехнологічних професій. Також у ньому розглядається занепокоєння щодо того, що ці предмети часто викладаються ізольовано, а не в рамках інтегрованої навчальної програми.  Підготовка громадян із ґрунтовними знаннями у галузях STEM є важливою складовою державної освіти Сполучених Штатів. 

## Основні положення законопроєкту
Законопроєкт містить три ключові положення. 
По-перше, законопроект розширює визначення «STEM-освіти», включаючи до нього освіту в галузі інформатики .  Це визначення застосовують  NASA, Національним науковим фондом, Національним управлінням океанічних і атмосферних досліджень, Національним інститутом стандартів і технологій, Агентством з охорони навколишнього середовища та Міністерством енергетики США у своїх програмах.   Це дозволить «забезпечити, щоб федеральні гранти та програми, пов'язані з STEM-освітою, включали в себе освіту в галузі комп'ютерних наук.». 
По-друге, законопроект підтвердить важливість STEM-освіти за межами школи. 
Останнє положення законопроекту передбачає, що «класні керівники, які мають ступінь бакалавра в галузі STEM і здобувають ступінь магістра, матимуть право на отримання магістерських стипендій NSF в обмін на чотирирічне зобов'язання викладати у шкільних округах з високими потребами».. 

## Процедурна історія
Закон про STEM-освіту 2014 року був внесений до Палати представників Сполучених Штатів 8 липня 2014 року членом Палати представників Ламаром Смітом (республіканець, Техас, 21 рік) .  Він був переданий до Комітету з питань науки, космосу та технологій Палати представників США . 14 липня 2014 року Палата представників проголосувала за прийняття законопроекту голосуванням . 

## Дебати та обговорення
IEEE-USA підтримав законопроект, а президент Гері Бланк заявив, що «IEEE-USA рішуче підтримує федеральні, державні та місцеві зусилля, спрямовані на покращення природничо-наукової, технологічної, інженерної та математичної освіти для учнів від початкової школи до 12 класу, зокрема програм, які сприяють зацікавленості та залученню студентів до інженерії та комп’ютерних наук.». 
Конгресменка Елізабет Есті (демократка від штату Коннектикут), яка є співавтором законопроекту, наголосила, що «STEM-освіта є критично важливою для підготовки студентів до затребуваних професій у галузях інженерії, виробництві та інформаційних технологіях ».  За словами Есті, вона часто чує від «виробників і власників малого бізнесу, що стає все важче знайти працівників з потрібними навичками, щоб заповнити затребувані робочі місця».
Представник Сміт, який представив законопроект, сказав, що «ми повинні вловити і утримати бажання молоді нашої країни вивчати науку та інженерію, щоб вони захотіли продовжувати цю кар'єру. Здорова і життєздатна робоча сила в галузі STEM, грамотна в усіх STEM-предметах, включаючи комп'ютерні науки, має вирішальне значення для американської промисловості. Ми повинні працювати над тим, щоб студенти продовжували вивчати ці галузі, щоб їхні ідеї могли привести до більш інноваційної та процвітаючої Америки». 

## Зовнішні посилання
- Бібліотека Конгресу - Thomas HR 5031
- beta.congress.gov HR 5031
- GovTrack.us HR 5031
- OpenCongress.org HR 5031
- WashingtonWatch.com HR 5031

 This article incorporates public domain material from websites or documents of the United States government.